# Gais 1927/1928
Fotbollsklubben Gais spelade säsongen 1927/1928 i allsvenskan, där man slutade trea. Inget cupspel genomfördes denna säsong.

## Allsvenskan
Inför säsongen märktes det att Gais hade tappat något av den framåtanda som präglat klubben. Framför allt i anfallet hade klubben problem; vissa spelare hade brist på motivation och andra var skadedrabbade. Gais kunde sällan ställa upp med samma lag två matcher i rad, och man förlitade sig mycket på att Gunnar Paulsson, "Abben" Olsson och Rune Wenzel skulle fortsätta göra mål som förut. De tre fick dock sällan spela ihop.
Under hösten gick det emellertid över förväntan, och när den skadade Bertil Thulin åter kunde träna såg man fram emot våren med tillförsikt. Vårsäsongen inleddes också med en seger mot Landskrona BoIS med 5–0. Förväntningarna trissades upp, och mot Hälsingborgs IF kom 16 748 åskådare till Ullevi – ett nytt publikrekord för Gais. Man förlorade dock matchen, och följde upp detta med två knappa derbyförluster. Gais slutade till sist trea, fem poäng bakom toppduon Örgryte IS och Hälsingborgs IF.

### Tabell
| Nr | Lag                | S  | V  | O | F  | GM | IM | MS  | P  |
| -- | ------------------ | -- | -- | - | -- | -- | -- | --- | -- |
| 1  | Örgryte IS         | 22 | 14 | 5 | 3  | 69 | 29 | +40 | 33 |
| 2  | Hälsingborgs IF    | 22 | 14 | 5 | 3  | 64 | 27 | +37 | 33 |
| 3  | Gais               | 22 | 11 | 6 | 5  | 45 | 29 | +16 | 28 |
| 4  | IFK Göteborg       | 22 | 10 | 6 | 6  | 39 | 33 | +6  | 26 |
| 5  | IF Elfsborg        | 22 | 10 | 3 | 9  | 48 | 35 | +13 | 23 |
| 6  | IK Sleipner        | 22 | 8  | 5 | 9  | 50 | 44 | +6  | 21 |
| 7  | AIK                | 22 | 8  | 4 | 10 | 49 | 47 | +2  | 20 |
| 8  | IFK Norrköping     | 22 | 6  | 7 | 9  | 36 | 63 | −27 | 19 |
| 9  | Landskrona BoIS    | 22 | 8  | 2 | 12 | 49 | 52 | −3  | 18 |
| 10 | IFK Eskilstuna     | 22 | 7  | 4 | 11 | 42 | 65 | −23 | 18 |
| 11 | Djurgårdens IF (U) | 22 | 4  | 6 | 12 | 43 | 66 | −23 | 14 |
| 12 | Stattena IF (U)    | 22 | 5  | 1 | 16 | 30 | 74 | −44 | 11 |

### Seriematcher
| Motståndare     | Hemma | Borta |
| --------------- | ----- | ----- |
| Örgryte IS      | 2–2   | 0–1   |
| Hälsingborgs IF | 1–2   | 2–2   |
| IFK Göteborg    | 1–2   | 2–1   |
| IF Elfsborg     | 2–0   | 1–3   |
| IK Sleipner     | 2–1   | 3–2   |
| AIK             | 3–3   | 1–0   |
| IFK Norrköping  | 1–0   | 2–2   |
| Landskrona BoIS | 5–0   | 2–0   |
| IFK Eskilstuna  | 6–0   | 2–2   |
| Djurgårdens IF  | 1–2   | 2–1   |
| Stattena IF     | 2–1   | 2–2   |

### Spelarstatistik

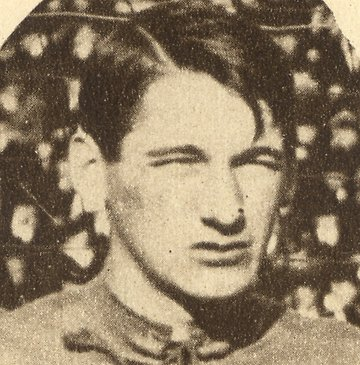
Albert "Abben" Olsson spelade i samtliga Gais seriematcher och blev klubbens skyttekung.

| Namn                | Matcher | Mål |
| ------------------- | ------- | --- |
| Albert Olsson       | 22      | 16  |
| Gunnar Paulsson     | 22      | 13  |
| Gunnar Holmberg     | 22      | 1   |
| Olle Bengtsson (mv) | 22      |     |
| Herbert Lundgren    | 22      |     |
| Erik Johansson      | 21      | 1   |
| Gunnar Zacharoff    | 20      |     |
| Gustaf Gustafsson   | 18      |     |
| Rune Wenzel         | 17      | 4   |
| Thorsten Svensson   | 13      | 3   |
| Erland Johansson    | 13      | 1   |
| Henning Olsson      | 7       | 2   |
| Bertil Thulin       | 5       | 2   |
| Nils Andreasson     | 5       |     |
| Harry Nilsson       | 5       |     |
| Gunnar Olsson       | 2       |     |
| Elon Pettersson     | 2       |     |
| Alex Simonsson      | 2       |     |
| Harry Backman       | 1       |     |
| Lennart Holländer   | 1       |     |